# Eugene Cernan
Eugene Andrew Cernan (n. 14 martie 1934, Chicago, Illinois, SUA – d. 16 ianuarie 2017, Houston, Texas, SUA) a fost un astronaut american, membru al echipajului spațial Apollo 17, al 11-lea om care a pășit pe suprafața Lunii.